# Formacja Ponta Grossa
Formacja Ponta Grossa (port. Formação Ponta Grossa) – formacja geologiczna składająca się ze skał osadowych, występująca w południowej Brazylii, w niecce Parany. Jej wiek oceniany jest na dewon.

## Nazwa
Nazwa formacji pochodzi od miejscowości Ponta Grossa w stanie Parana, gdzie skały te zostały odkryte i opisane po raz pierwszy przez brazylijskiego geologa Eusébio Paulo de Oliveira w 1912 r. jako "mułowce z Ponta Grossa" (port. Schistos de Ponta Grossa).

## Opis
Formacja Ponta Grossa składa się ze skał osadowych, głównie z łupków ilasty, podrzędnie z piaskowców i mułowców. Jej miąższość dochodzi do 660 m.

## Wiek

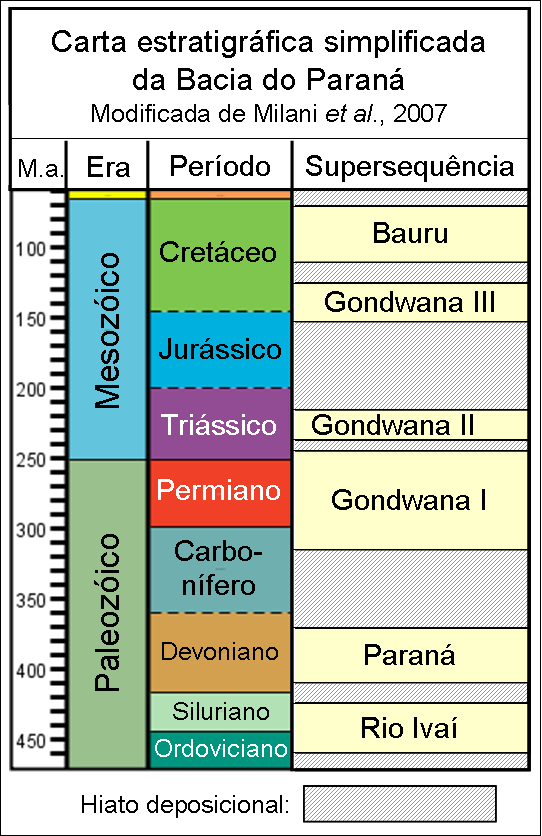
Stratygrafia niecki Parany (Milani, 1997)

Wiek formacji Ponta Grossa został określony na dewon (411–359 mln lat).

## Położenie
Powyżej zalega grupa Itararé (port. Grupo Itararé), a poniżej formacja Furnas (port. Formação Furnas).
Milani (1997) określił formację Ponta Grossa jako część supersekwencji Paraná (port. Supersequência Paraná).

## Skamieniałości
W skałach formacji Ponta Grossa znaleziono skamieniałości morskich organizmów: bezkręgowców - ramienionogów, trylobitów, pierścienic, szkarłupni, mięczaków (małżów i ślimaków).

## Znaczenie gospodarcze
W skałach formacji Ponta Grossa występują złoża ropy naftowej.